# Notturno Concertante
Il Notturno Concertante è un gruppo musicale neoprogressive italiano nato negli anni ottanta.

## Storia del gruppo
Il Notturno Concertante è un gruppo particolarmente attivo discograficamente. Infatti, oltre alla propria discografia, è presente in numerose collaborazioni, tra le quali la pubblicazione del brano ”Nocturne” nell'ambito della compilation Double Exposure, curata da Steven Wilson. A tale compilation ha partecipato, fra gli altri, anche l'ex chitarrista dei Genesis Anthony Phillips.
Nel maggio 2022 ha partecipato al cd tributo dedicato a John Wetton, con il brano "Fallen Angel".
Il gruppo ha pure sonorizzato vari racconti radiofonici della scrittrice Giovanna Iorio per Radio 3 Rai e le installazioni sonore Voices of the tree della stessa autrice, presenti a Londra, Tel Aviv, Parigi, New York, in Francia e in Spagna.
In Italia queste installazioni sono presenti a Tolfa, Narni (PG) e Roma.
Inoltre il Notturno Concertante ha collaborato con Tony Pagliuca (tastierista delle Orme), con il poeta bolognese Stefano Benni, con lo scrittore vincitore del premio Campiello Andrea Tarabbia, con Paolo Rumiz e con le attrici Lina Sastri, Pamela Villoresi, Daniela Poggi e Barbara Alberti.
I fondatori del Notturno Concertante sono il tastierista e chitarrista classico Lucio Lazzaruolo ed il chitarrista Raffaele Villanova.
Il Notturno Concertante ha scritto ed eseguito le musiche per diversi film e per il documentario “Con i miei occhi” del regista Giorgio Diritti (2013).
Ha inoltre composto le musiche per la serie “La clinica degli animali” (di Tania Pedroni, Canale 5, 2002), Terra e fede (Rai 2, 2002).
Di recente il gruppo si è esibito in diversi concerti con il cantante scozzese Ray Wilson (ex Genesis) e con il cantante inglese Richard Sinclair (Caravan, Camel, Hatfield and the North)
Il Notturno Concertante ha inoltre partecipato, assieme all'artista Giovanna Iorio alla Fiera Internazionale del Libro che si è tenuta a Praga dal 9 al 12 giugno 2022. Con la stessa Giovanna Iorio Lucio Lazzaruolo e il Notturno hanno realizzato le sonorizzazioni per alcune installazioni sonore in varie località (Londra, Tel Aviv, Parigi, Narni, Tolfa)

## Formazione
- Lucio Lazzaruolo - tastiere e chitarra classica
- Raffaele Villanova - chitarre e basso
- Francesco Margherita - batteria

## Discografia

### Album
- The Hiding Place (Musea 1989, ripubblicato dalla Mellow Records nel 1992)
- Erewhon (Mellow Records 1993)
- News from Nowhere (Mellow Records 1993)
- The Glass Tear (Mellow Records 1994)
- Riscrivere il passato (Mellow Records 2002)
- Canzoni allo specchio (Radici Records Music 2012)
- Let them say (Luminol Records, 2020)
- Distressed colours (Luminol records, 2024)

Lucio Lazzaruolo ha pubblicato due cd di chitarra classica:
- My favourite (Mellow records, 2004)
- AMELIA and other favourites (Transparent Music, 2010)
- Etude et duets (in preparazione)

### Brani pubblicati su compilation
- Nocturne, su Double Exposure (raccolta di progressive italiano, 1987)
- Lumieres dans la nuit, su Punto Zero (audiorivista curata da Giulio Tedeschi ed edita da Toast Records, 1993; la copertina riporta erroneamente Nocturne come titolo del brano)
- The Ghost of the Sun at Sunset, su Progressive Voyage (altra raccolta progressive di Mellow Records, 1993; il brano sarà riproposto in una versione differente in The Glass Tear)
- Da segnalare la pubblicazione del brano “Nocturne” nell'ambito di una compilation europea (Double Exposure) curata da Steven Wilson. A tale compilation ha partecipato, fra gli altri, anche l'ex chitarrista dei Genesis Anthony Phillips. Nel 2014 il gruppo ha partecipato al cd CCLR, firmato da BERNANDO LANZETTI (storica voce delle PFM e degli ACQUA FRAGILE) e da GIGI CAVALLI COCCHI, (già batterista di LIGABUE e CSI) Il gruppo ha partecipato alle seguenti compilation: ·
- The river of constant change (1994, Mellow Records, con il brano Carpet Crawlers)
- Eyewitness (1995, Mellow Records, con il brano Vision)
- Harbour of joy (1996, Mellow Records, con il brano Ice)
- To Canterbury and beyond (1998, Mellow Records, con il brano Hello, Hello)
- The letter (2006, Mellow Records, con il brano Cadence and Cascade)
- Steve Hackett Tribute Family Snapshot (2014, Mellow Records, con il brano Tales of the riverbank)
- Chasing the dragon, tributo a John Wetton) (2022, Ma.Ra. Cash Records, con il brano Fallen Angel)